# Лъвове (Северна Македония)
Специалната част за бързо реагиране „Лъвове“ на Македонските въоръжени сили, известна като Лъвовете (на македонска литературна норма: Единица за брза интервенција „Лавови“), е формирана по време на правителството на Любчо Георгиевски.
Участва активно във военния конфликт в Македония от 2001 година. През 2002 година е реорганизирана като антитерористична част за бързо реагиране По-късно частта е разформирована и вече не съществува.

## Боен път
Създадена от правителството на ВМРО-ДПМНЕ на Любчо Георгиевски (1998-2002) с личен състав 1200 бойци-командоси (батальон). Подчинена е на държавния секретар на МВР Любе Бошкоски и вътрешния министър Доста Димовска.
Участва в потушаването на въоръжения албански метеж в 2001 г. в сраженията при Тетово и в други пунктове на напрежение по-къcно с части на албанската Армията за национално освобождение. През март 2002 година части на Лъвовете убиват шестима пакистанци и един индиец, което води до международен скандал, но обвиненията остават недоказани. През 2004 година бившия командир на частта Горан Стойков е арестуван заради този случай, като по същово време срещу него се водят дела за парични измами.
През 2003 година правителство на Македония във връзка с провеждания от него курс, както и заради извършени военни престъпления от частта, започва нейното минимизиране и преструктуриране. Заповедта за разоръжаванeто ѝ и уволнения в нея вдига на бунт тежко въоръжените командоси които се барикадират в лагера си в с. Стенковац до Скопие и окупират ГКПП Блаце към границата с Косово. На 25 януари 2003 година се постига споразумение с президента и правителството половината да не бъдат уволнявани, а да преминат на щат в полицейските сили, а другата половина в запас към армията. През януари 2004 година отново се стига до напрежение, защото поетите от политическата власт ангажименти не са коректно изпълнени, все пак голяма част от кадровия състав на елитната част минава в органите за сигурност на Северна Македония, но след промяната на правителството и амнистията на терористите, те са подложени на силен политически натиск и едва 100-150 от тях остават в структурите.
През 2008 година при специална акция в Прилеп са арестувани бившите ръководители на Лъвовете Звонко Илиоски – Лютото, Самуил Илиоски, Емил Ангелески – Ампата и Марян Марковски – Мачето, а Злате Йовановски – Бомбата и Горан Петрески – Търде се укриват от властта. Всички те са обвинени, че още в 2001 година организират криминална група за рекет и сплашване, като в Прилеп организират редица атентати. Според Хари Костов, министър на Вътрешните работи, към 2004 година само 150 от членовете на Лъвовете нямат криминални досиета.